# 徳川正子 (尾張徳川家)
徳川 正子（とくがわ まさこ、1913年（大正2年）7月26日 - 1998年（平成10年））は、尾張徳川家第20代当主・徳川義知の夫人。父は松平恆雄。母は松平信子。姉は秩父宮妃勢津子。

## 生涯
旧会津藩主・松平容保の六男で外交官の松平恆雄と松平信子の次女として生まれる。姉の松平節子は秩父宮雍仁親王の妃。1935年（昭和10年）10月、尾張徳川家第20代当主・徳川義知と結婚し1男2女（五郎太・三千子・博子）を出産。長女の三千子は堀田正恒の六男・堀田正祥（後に徳川義宣と改名）と結婚し、徳川義知の婿養子にして尾張徳川家の家督を相続した。
1998年（平成10年）、死去。